# Copa de la Segunda División de Gibraltar 2018-19
La Copa de la Segunda División de Gibraltar 2018-19 fue la edición número doce de la Copa de la Segunda División.
El torneo empezó el 3 de enero con el primer partido de la fase de grupos y terminó el 3 de marzo con la final en la que Bruno's Magpies se impuso por dos contra uno frente a Olympique 13; y de esta manera consiguió su primer título en el torneo.

## Fase de grupos

### Grupo A
| Pos. | Equipo       | PJ | PG | PE | PP | GF | GC | DG  | Pts. | Clasificado a |
| ---- | ------------ | -- | -- | -- | -- | -- | -- | --- | ---- | ------------- |
| 1    | Olympique 13 | 6  | 5  | 1  | 0  | 36 | 6  | +30 | 16   | Fase final    |
| 2    | Leo          | 6  | 2  | 2  | 2  | 8  | 20 | −12 | 8    | Fase final    |
| 3    | Europa Point | 6  | 1  | 4  | 1  | 12 | 7  | +5  | 7    |               |
| 4    | Hound Dogs   | 6  | 0  | 1  | 5  | 1  | 24 | −23 | 1    |               |

| Fecha                 | Hora  | Partido      | Partido                                                                                               | Partido      |
| --------------------- | ----- | ------------ | --- | ------------ |
| 7 de enero de 2019    | 18:15 | Europa Point | 1-1                                                                                                   | Hound Dogs   |
| 8 de enero de 2019    | 18:15 | Leo          | 0-6                                                                                                   | Olympique 13 |
| 16 de enero de 2019   | 20:30 | Europa Point | 1-2                                                                                                   | Olympique 13 |
| 17 de enero de 2019   | 18:15 | Hound Dogs   | 0-2                                                                                                   | Leo          |
| 23 de enero de 2019   | 20:30 | Olympique 13 | 10-0                                                                                                  | Hound Dogs   |
| 26 de enero de 2019   | 20:30 | Europa Point | 0-0 (enlace roto disponible en Internet Archive; véase el historial, la primera versión y la última). | Leo          |
| 30 de enero de 2019   | 20:30 | Hound Dogs   | 0-6                                                                                                   | Europa Point |
| 31 de enero de 2019   | 18:15 | Olympique 13 | 12-3                                                                                                  | Leo          |
| 10 de febrero de 2019 | 18:15 | Leo          | 1-0 (enlace roto disponible en Internet Archive; véase el historial, la primera versión y la última). | Hound Dogs   |
| 16 de febrero de 2019 | 20:30 | Olympique 13 | 2-2                                                                                                   | Europa Point |
| 19 de febrero de 2019 | 20:30 | Hound Dogs   | 0-4                                                                                                   | Olympique 13 |
| 21 de febrero de 2019 | 18:15 | Leo          | 2-2 (enlace roto disponible en Internet Archive; véase el historial, la primera versión y la última). | Europa Point |

### Grupo B
| Pos. | Equipo          | PJ | PG | PE | PP | GF | GC | DG  | Pts. | Clasificado a |
| ---- | --------------- | -- | -- | -- | -- | -- | -- | --- | ---- | ------------- |
| 1    | Bruno's Magpies | 4  | 3  | 1  | 0  | 16 | 3  | +13 | 10   | Fase final    |
| 2    | Manchester 62   | 4  | 2  | 0  | 2  | 11 | 6  | +5  | 6    | Fase final    |
| 3    | College 1975    | 4  | 0  | 1  | 3  | 4  | 19 | −15 | 1    |               |

| Fecha                 | Hora  | Partido         | Partido                                                                                               | Partido         |
| --------------------- | ----- | --------------- | --- | --------------- |
| 3 de enero de 2019    | 18:15 | College 1975    | 3-3                                                                                                   | Bruno's Magpies |
| 24 de enero de 2019   | 18:15 | Manchester 62   | 0-3 (enlace roto disponible en Internet Archive; véase el historial, la primera versión y la última). | Bruno's Magpies |
| 28 de enero de 2019   | 20:30 | Bruno's Magpies | 5-0                                                                                                   | College 1975    |
| 3 de febrero de 2019  | 18:15 | Manchester 62   | 5-1                                                                                                   | College 1975    |
| 17 de febrero de 2019 | 18:15 | Bruno's Magpies | 5-0                                                                                                   | Manchester 62   |
| 20 de febrero de 2019 | 20:30 | College 1975    | 0-6                                                                                                   | Manchester 62   |

## Fase final

### Semifinales
| Equipo 1        | Resultado | Equipo 2      | Fecha                 | Hora  | Estadio          |
| --------------- | --------- | ------------- | --------------------- | ----- | ---------------- |
| Olympique 13    | 2 − 0     | Manchester 62 | 14 de febrero de 2019 | 18:15 | Estadio Victoria |
| Bruno's Magpies | 5 - 2     | Leo           | 14 de febrero de 2019 | 20:30 | Estadio Victoria |

### Final
| Equipo 1     | Resultado                                                 | Equipo 2        | Fecha              | Hora  | Estadio          |
| ------------ | --------------------------------------------------------- | --------------- | ------------------ | ----- | ---------------- |
| Olympique 13 | 1 - 2 Archivado el 6 de marzo de 2019 en Wayback Machine. | Bruno's Magpies | 3 de marzo de 2019 | 19:00 | Estadio Victoria |

## Goleadores
Lista de goleadores de acuerdo a gibraltarfa.com:
| 15 goles - Alejandro Carenote (Olympique 13) | 6 goles - Finnlay Wyatt (Bruno's Magpies) - Chris Mousdell (Leo) | 5 goles - Matheus Assumpção (Bruno's Magpies) - Christian Núñez (Europa Point) - Riki Rojo (Olympique 13) - Pedro Ruiz (Olympique 13) |